# 天津中山公園
39°09′22″N 117°11′52″E / 39.1561°N 117.1977°E天津中山公園原名天津公園、河北公園，是中国天津市河北区的一座公园，始建於清光緒三十一年（1905年），並於清光緒三十三年（1907年）建成，是天津地區最早向民眾開放的公園。目前为天津市文物保护单位。

## 歷史
天津中山公園所在地原为天津盐商张霖莹的思源庄。清光緒三十三年（1907年），中山公園建成，该公园北起大經路（今河北区中山路），南至金鐘河（現今已被填平），東臨昆緯路，西靠近北洋造幣總廠，共佔地90餘畝，初名「勸業會場」。民國元年（1912年）更名為「天津公園」，不久又稱為「河北公園」。在北伐成功後，國民政府為紀念孫中山先生而將公園改稱為现名，並將原來公園北邊的大經路改稱為中山路至今。民國8年（1919年）6月9日，天津各界人士在中山公園舉行大會，聲援北京愛國學生的五四運動，要求取消喪權辱國的二十一條，和拒絕在巴黎和約上簽字。民國25年（1936年）天津被日本佔領，公園又改稱為「天津第二公園」。中華人民共和國建國後恢復中山公園的名稱。

## 公園建設

### 早期建設
天津中山公园在最早期建園時，其面積比現在大接近3倍。在這個倘大的公園裡，設計是以「西學東進，中西合璧」為理念，將中國傳統園林藝術和西方建築形式結合起來。公園以花園和公共設施為基礎。早期的天津中山公園於公園前門面臨大經路（即現今十月影院大門南食品街出口處），建立四柱牌樓，中間橫匾寫有「勸業會場」四字。大門內路面寬闊，兩側設有店舖。二門為過街鐘樓（現今中山公園正門處），樓上鑲嵌清朝國產自鳴鐘，報時的時候方圓數里都可以聽到其鐘聲。再進園內有小湖和假山，假山上矗立觀音雕像，手持寶瓶向下注水，山下有水池承接，而池畔有可噴水的石雕小像。園內遍植花木，而羊腸小徑在花木中穿插。

### 中華人民共和國成立後建設
日本侵華時期，天津中山公園被日軍佔據，並遭到嚴重破壞。中華人民共和國成立後公園雖屢加修建，但己不復早年的容貌。戰後政府為紀念該市為國捐軀的偉人烈士，便在園內分別矗立「魏士毅女士紀念碑」、「天津十五烈士紀念碑」及「南皮張氏兩烈女碑等」。其中，建于1929年并于1984年复立于现中山公园西侧的「魏士毅女士紀念碑」和建于1931年并于1984年复立于现中山公园南侧的「天津十五烈士紀念碑」目前为天津市文物保护单位，而中山公園亦被國家定為「革命歷史紀念地」。1996年，為紀念孫中山先生誕辰130周年，天津市河北區人民政府在中山公園內矗立孫中山塑像和紀念碑，碑陽為《中山公園記》，紀錄公園的歷史沿革；碑陰為《孫中山演講辭》，紀錄孫中山先生當年在公園演說的講話。

## 歷史人物
- 孫中山

天津中山公園與孫中山有著深厚的淵源，因為在中華民國建國元年（1912年）孫中山在該公園發表重要演說而知名，同年8月24日，孫中山應袁世凱之邀北上共商國是，並到公園官紳歡迎會，即席發表演講。孫中山曾經兩次在這個公園巡視演講。公園的名稱也是為紀念他而改的。
- 袁世凱

這個清末時期建成的公園可以說成是由袁世凱促成的。由於清朝末年，天津的愛國實業界人士積極倡導以國家民族工業來拯救清朝疲弱的國力，為顯示天津工業發展狀況，他們在建造一個叫做「勸工陳列廳」的同時，亦籌建了一個向外開放的公家園林，稱為「勸工會場」。袁世凱乘機以會場為範例，向清廷勸說推行他主理的「新政」，為自己仕途邁進一步。當時這個公園就陳列了很多中國的工業產品和工藝示範。
- 周恩來

周恩來亦因為在孫中山先生聯俄容共的第一次國共合作期間，於民國4年（1915年6月6日），為天津救國儲金募捐大會，曾到過天津中山公園登台演講，號召國民振興國家經濟，誓雪國耻，決不做亡國奴。他更加寫了《廣募救國儲金致友人書》作為宣傳。

## 参阅
- 勸業會場
- 河北新区
- 各地的中山公園